# تتتلن
تتتلن (به مجاری:  Tetétlen) یک منطقهٔ مسکونی در مجارستان است که در ناحیه پوشپوک‌لادانی واقع شده‌است. تتتلن ۳۲٫۱۱ کیلومتر مربع مساحت و ۱٬۴۵۵ نفر جمعیت دارد.